# 莆禧所城
25°08′24″N 119°08′24″E / 25.14000°N 119.14000°E
莆禧古城（/pʰɔu˩˩ yɒ˥˧˧/）位于中国福建省莆田市秀屿区忠门镇，莆禧城墙于1996年被列为福建省文物保护单位。
莆禧之名来自于其古名“浮曦”，其城垣位于莆田的忠门半岛南端，距莆田市区约38公里处，隔海与湄洲岛相望。现有城墙建于明洪武二十年（1387年），建材为花岗岩。嘉靖年间，这里是戚继光军队与倭寇作战的重要据点，戚继光军队曾在此击败倭寇。1939年时，该古城遭到损坏，现存东、北二座城门和月城及1335多米的古城墙，城内有许多古老的祠庙，包括城隍庙、天妃宫等。